# Elencos da Gerolsteiner
A equipa ciclista profissional Gerolsteiner tem tido, durante toda a sua história, os seguintes elencos:

## 1998
| Nome                 | Nascimento | Nacionalidade | Equipa de 1997           |
| Frank Ackermans      | 13-04-1968 | Países Baixos | ?                        |
| Jan Bratkowski       | 25-07-1975 | Alemanha      | Team E-plus Service      |
| Björn Glasner        | 05-05-1973 | Alemanha      | Die Continentale-Olympia |
| Ralf Grabsch         | 07-04-1973 | Alemanha      | PSV Köln                 |
| Sascha Henrix        | 22-03-1973 | Alemanha      | PSV Köln                 |
| Andreas Kappes       | 23-12-1965 | Alemanha      | PSV Köln                 |
| Frank Klein          | 05-10-1968 | Alemanha      | Team E-plus Service      |
| Raymond Meijs        | 13-03-1968 | Países Baixos | Foreldorado-Golff        |
| Wolfgang Oschwald    | 09-04-1968 | Alemanha      | EC Bayer-Worringen       |
| Stefan Parinussa     | 21-07-1974 | Alemanha      | PSV Köln                 |
| Jorg Scherf          | 05-01-1976 | Alemanha      | PSV Köln                 |
| Michael Schlickau    | 07-01-1969 | Alemanha      | PSV Köln                 |
| Dirk Schumann        | 24-05-1976 | Alemanha      | Die Continentale-Olympia |
| Michael van der Wolf | 09-12-1970 | Países Baixos | Foreldorado-Golff        |
| Marc Weisshaupt      | 07-07-1969 | Alemanha      | ?                        |

1. ↑  Desde o 1 de abril.

## 1999
| Nome              | Nascimento | Nacionalidade | Equipa de 1998            |
| Anton Chantyr     | 25-04-1974 | Rússia        | Lokosphinx                |
| Hans De Meester   | 07-08-1970 | Bélgica       | Tönissteiner-Colnago      |
| Branko Filip      | 18-03-1975 | Eslovênia     | Krka-Telekom Slovenije    |
| Edouard Gritsoun  | 04-02-1976 | Rússia        | Lokosphinx                |
| René Haselbacher  | 15-09-1977 | Áustria       | Neoprofissional           |
| Sascha Henrix     | 22-03-1973 | Alemanha      |                           |
| Jörg Ludewig      | 09-09-1975 | Alemanha      | Team EC Bayer-Worringen   |
| Scott McGrory     | 22-12-1969 | Austrália     | Die Continentale-Olympia  |
| Thomas Mühlbacher | 11-05-1974 | Áustria       | Neoprofissional           |
| Volker Ordowski   | 09-11-1973 | Alemanha      | Agro-Adler-Brandenburg    |
| Uwe Peschel       | 04-11-1968 | Alemanha      | Estepona em Marcha-Brepac |
| Michael Rich      | 23-09-1969 | Alemanha      | Saeco                     |
| Andreas Sauerborn | 15-04-1975 | Alemanha      | Die Continentale-Olympia  |
| Sven Teutenberg   | 18-08-1972 | Alemanha      | US Postal Service         |
| Andreas Walzer    | 20-05-1970 | Alemanha      | Die Continentale-Olympia  |
| Peter Wrolich     | 30-05-1974 | Áustria       | Neoprofissional           |

Stagiares

Desde 1 de agosto, os seguintes corredores passaram a fazer parte da equipa como stagiaires (aprendizes a prova).
| Corredor          | Nascimento | Nacionalidade | Equipa de 1999 |
| ----------------- | ---------- | ------------- | -------------- |
| Michael Haas      | 05-05-1977 | Alemanha      | -              |
| Gerhard Trampusch | 11-08-1978 | Áustria       | -              |

## 2000
| Nome                 | Nascimento | Nacionalidade | Equipa de 1999         |
| Branko Filip         | 18-03-1975 | Eslovênia     |                        |
| Edouard Gritsoun     | 04-02-1976 | Rússia        |                        |
| Uwe Hardter          | 14-01-1977 | Alemanha      | Neoprofissional        |
| René Haselbacher     | 15-09-1977 | Áustria       |                        |
| Svein Gaute Hølestøl | 01-03-1971 | Noruega       | Team Chicky World      |
| Scott McGrory        | 22-12-1969 | Austrália     |                        |
| Thomas Mühlbacher    | 11-05-1974 | Áustria       |                        |
| Volker Ordowski      | 09-11-1973 | Alemanha      |                        |
| Uwe Peschel          | 04-11-1968 | Alemanha      |                        |
| Olaf Pollack         | 20-09-1973 | Alemanha      | Agro-Adler-Brandenburg |
| Michael Rich         | 23-09-1969 | Alemanha      |                        |
| Andreas Sauerborn    | 15-04-1975 | Alemanha      |                        |
| Torsten Schmidt      | 18-02-1972 | Alemanha      | Team Chicky World      |
| Tobias Steinhauser   | 21-01-1971 | Alemanha      | Mapei-Quick·Step       |
| Sven Teutenberg      | 18-08-1972 | Alemanha      |                        |
| Andreas Walzer       | 20-05-1970 | Alemanha      |                        |
| Peter Wrolich        | 30-05-1974 | Áustria       |                        |

## 2001
| Nome               | Nascimento | Nacionalidade | Equipa de 2000                 |
| Uwe Hardter        | 14-01-1977 | Alemanha      |                                |
| René Haselbacher   | 15-09-1977 | Áustria       |                                |
| Hannes Hempel      | 06-10-1973 | Áustria       | Bosch Hausgeräte-Sport Kärnten |
| Federico Morini    | 29-07-1976 | Itália        | Neoprofissional                |
| Thomas Mühlbacher  | 11-05-1974 | Áustria       |                                |
| Volker Ordowski    | 09-11-1973 | Alemanha      |                                |
| Uwe Peschel        | 04-11-1968 | Alemanha      |                                |
| Olaf Pollack       | 20-09-1973 | Alemanha      |                                |
| Michael Rich       | 23-09-1969 | Alemanha      |                                |
| Saulius Ruškys     | 18-04-1974 | Lituânia      | Saint Quentin-Oktos            |
| Torsten Schmidt    | 18-02-1972 | Alemanha      |                                |
| Ronny Scholz       | 24-04-1978 | Alemanha      | Neoprofissional                |
| Tobias Steinhauser | 21-01-1971 | Alemanha      |                                |
| Marcel Strauss     | 15-08-1976 | Suíça         | Pós Swiss Team                 |
| Georg Totschnig    | 25-05-1971 | Áustria       | Telekom                        |
| Miguel van Kessel  | 30-09-1975 | Países Baixos | Farm Frites                    |
| Steffen Weigold    | 09-04-1979 | Alemanha      | Neoprofissional                |
| Peter Wrolich      | 30-05-1974 | Áustria       |                                |

## 2002
| Nome               | Nascimento | Nacionalidade | Equipa de 2001  |
| Daniele Contrini   | 15-08-1974 | Itália        | Liquigas-Pata   |
| Gianni Faresin     | 16-07-1965 | Itália        | Liquigas-Pata   |
| Uwe Hardter        | 14-01-1977 | Alemanha      |                 |
| René Haselbacher   | 15-09-1977 | Áustria       |                 |
| Sebastian Lang     | 15-09-1979 | Alemanha      | Neoprofissional |
| Nicolai Bo Larsen  | 10-11-1971 | Dinamarca     | Team CSC        |
| Federico Morini    | 29-07-1976 | Itália        |                 |
| Volker Ordowski    | 09-11-1973 | Alemanha      |                 |
| Uwe Peschel        | 04-11-1968 | Alemanha      |                 |
| Olaf Pollack       | 20-09-1973 | Alemanha      |                 |
| Ellis Rastelli     | 18-01-1975 | Itália        | Liquigas-Pata   |
| Davide Rebellin    | 09-08-1971 | Itália        | Liquigas-Pata   |
| Michael Rich       | 23-09-1969 | Alemanha      |                 |
| Saulius Ruškys     | 18-04-1974 | Lituânia      |                 |
| Torsten Schmidt    | 18-02-1972 | Alemanha      |                 |
| Ronny Scholz       | 24-04-1978 | Alemanha      |                 |
| Tobias Steinhauser | 21-01-1971 | Alemanha      |                 |
| Marcel Strauss     | 15-08-1976 | Suíça         |                 |
| Georg Totschnig    | 25-05-1971 | Áustria       |                 |
| Fabian Wegmann     | 20-06-1980 | Alemanha      | Neoprofissional |
| Steffen Weigold    | 09-04-1979 | Alemanha      |                 |
| Peter Wrolich      | 30-05-1974 | Áustria       |                 |

Stagiares

Desde 1 de agosto, os seguintes corredores passaram a fazer parte da equipa como stagiaires (aprendizes à prova).
| Corredor     | Nascimento | Nacionalidade | Equipa de 2003 |
| ------------ | ---------- | ------------- | -------------- |
| Patrick Betz | 13-10-1982 | Alemanha      | -              |
| Sven Krauss  | 06-01-1983 | Alemanha      | -              |

## 2003
| Nome              | Nascimento | Nacionalidade | Equipa de 2002   |
| Udo Bölts         | 10-08-1966 | Alemanha      | Telekom          |
| Daniele Contrini  | 15-08-1974 | Itália        |                  |
| Gianni Faresin    | 16-07-1965 | Itália        |                  |
| Robert Förster    | 27-01-1978 | Alemanha      | Team Nürnberger  |
| Uwe Hardter       | 14-01-1977 | Alemanha      |                  |
| René Haselbacher  | 15-09-1977 | Áustria       |                  |
| Sven Krauss       | 06-01-1983 | Alemanha      |                  |
| Sebastian Lang    | 15-09-1979 | Alemanha      |                  |
| Torsten Nitsche   | 22-05-1977 | Alemanha      | Saeco            |
| Volker Ordowski   | 09-11-1973 | Alemanha      |                  |
| Uwe Peschel       | 04-11-1968 | Alemanha      |                  |
| Olaf Pollack      | 20-09-1973 | Alemanha      |                  |
| Ellis Rastelli    | 18-01-1975 | Itália        |                  |
| Davide Rebellin   | 09-08-1971 | Itália        |                  |
| Michael Rich      | 23-09-1969 | Alemanha      |                  |
| Torsten Schmidt   | 18-02-1972 | Alemanha      |                  |
| Ronny Scholz      | 24-04-1978 | Alemanha      |                  |
| Marcel Strauss    | 15-08-1976 | Suíça         |                  |
| Georg Totschnig   | 25-05-1971 | Áustria       |                  |
| Gerhard Trampusch | 11-08-1978 | Áustria       | Mapei-Quick·Step |
| Fabian Wegmann    | 20-06-1980 | Alemanha      |                  |
| Steffen Weigold   | 09-04-1979 | Alemanha      |                  |
| Peter Wrolich     | 30-05-1974 | Áustria       |                  |
| Markus Zberg      | 27-06-1974 | Suíça         | Rabobank         |

1. ↑  Desde o 1 de abril.

Stagiares

Desde 1 de agosto, os seguintes corredores passaram a fazer parte da equipa como stagiaires (aprendizes a prova).
| Corredor        | Nascimento | Nacionalidade | Equipa de 2003 |
| --------------- | ---------- | ------------- | -------------- |
| Peter Magyarosi | 09-01-1981 | Alemanha      | -              |
| Matthias Russ   | 14-11-1983 | Alemanha      | -              |

## 2004
| Nome             | Nascimento | Nacionalidade | Equipa de 2003  |
| Gianni Faresin   | 16-07-1965 | Itália        |                 |
| Robert Förster   | 27-01-1978 | Alemanha      |                 |
| Markus Fothen    | 09-09-1981 | Alemanha      | Neoprofissional |
| Uwe Hardter      | 14-01-1977 | Alemanha      |                 |
| René Haselbacher | 15-09-1977 | Áustria       |                 |
| Danilo Hondo     | 04-01-1974 | Alemanha      | T-Mobile        |
| Sven Krauss      | 06-01-1983 | Alemanha      |                 |
| Sebastian Lang   | 15-09-1979 | Alemanha      |                 |
| Sven Montgomery  | 10-05-1976 | Suíça         | Fassa Bortolo   |
| Volker Ordowski  | 09-11-1973 | Alemanha      |                 |
| Uwe Peschel      | 04-11-1968 | Alemanha      |                 |
| Olaf Pollack     | 20-09-1973 | Alemanha      |                 |
| Davide Rebellin  | 09-08-1971 | Itália        |                 |
| Michael Rich     | 23-09-1969 | Alemanha      |                 |
| Ronny Scholz     | 24-04-1978 | Alemanha      |                 |
| Marco Serpellini | 14-08-1972 | Itália        | Lampre          |
| Marcel Strauss   | 15-08-1976 | Suíça         |                 |
| Georg Totschnig  | 25-05-1971 | Áustria       |                 |
| Fabian Wegmann   | 20-06-1980 | Alemanha      |                 |
| Peter Wrolich    | 30-05-1974 | Áustria       |                 |
| Beat Zberg       | 10-05-1971 | Suíça         | Rabobank        |
| Markus Zberg     | 27-06-1974 | Suíça         |                 |
| Thomas Ziegler   | 24-11-1980 | Alemanha      | Team Wiesenhof  |

Stagiares

Desde o 1 de agosto, os seguintes corredores passaram a fazer parte da equipa como stagiaires (aprendices a prova).
| Corredor      | Nascimento | Nacionalidade | Equipa 2004 |
| ------------- | ---------- | ------------- | ----------- |
| Matthias Russ | 14-11-1983 | Alemanha      | -           |

## 2005

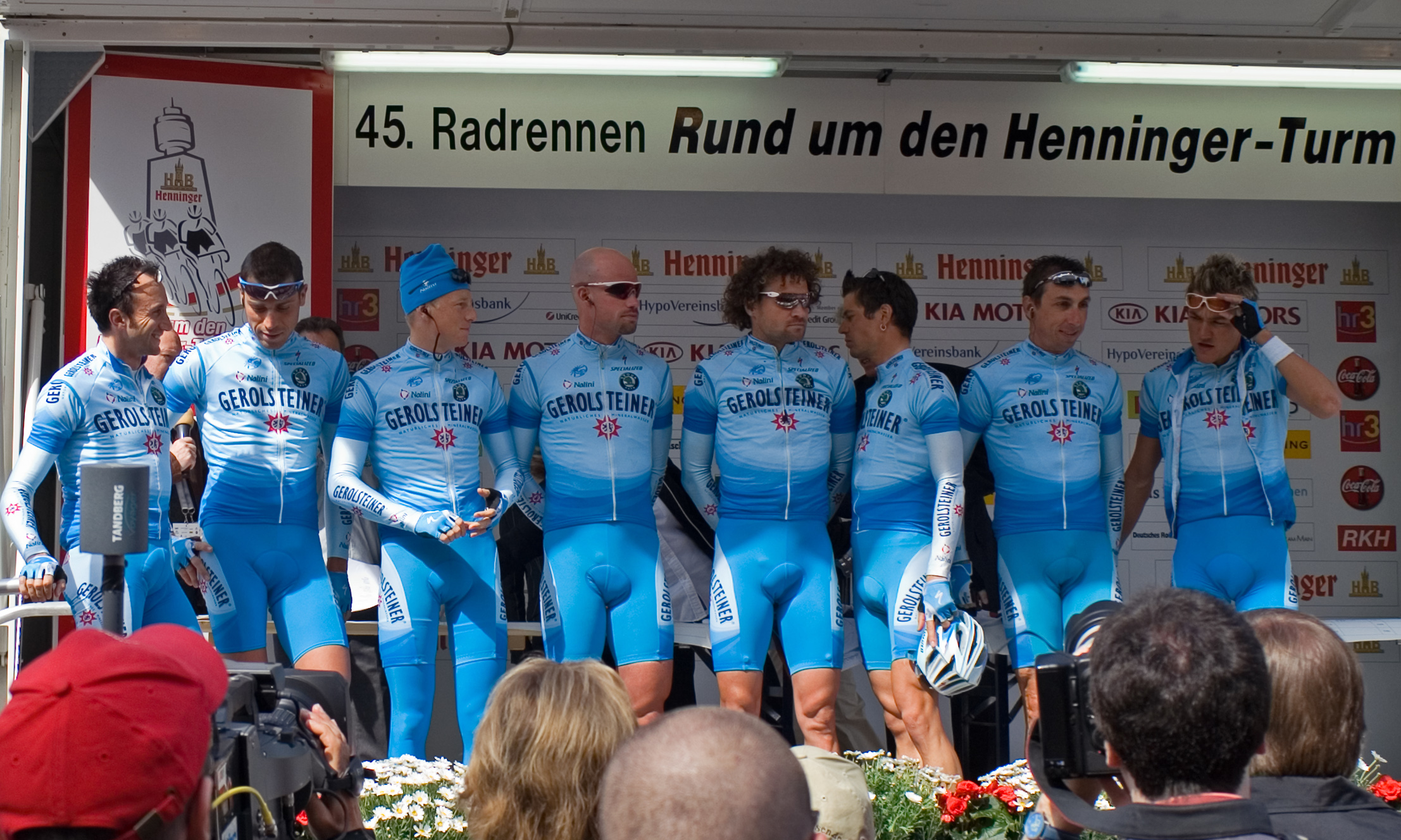
Parte da equipa Gerolsteiner durante o Henninger Turm em 2005

| Nome              | Nascimento | Nacionalidade  | Equipa de 2004 |
| Robert Förster    | 27.01.1978 | Alemanha       |                |
| Markus Fothen     | 09.09.1981 | Alemanha       |                |
| René Haselbacher  | 15.09.1977 | Áustria        |                |
| Heinrich Haussler | 25.02.1984 | Alemanha       |                |
| Frank Hoj         | 04.01.1973 | Dinamarca      |                |
| Danilo Hondo      | 04.01.1974 | Alemanha       |                |
| Sven Krauss       | 06.01.1983 | Alemanha       |                |
| Sebastian Lang    | 15.09.1979 | Alemanha       |                |
| Levi Leipheimer   | 24.10.1973 | Estados Unidos | Rabobank       |
| Andrea Moletta    | 23.02.1979 | Itália         | Barloworld     |
| Sven Montgomery   | 10.05.1976 | Suíça          |                |
| Volker Ordowski   | 09.11.1973 | Alemanha       |                |
| Uwe Peschel       | 04.11.1968 | Alemanha       |                |
| Davide Rebellin   | 09.08.1971 | Itália         |                |
| Michael Rich      | 23.09.1969 | Alemanha       |                |
| Matthias Russ     | 14.11.1983 | Alemanha       |                |
| Torsten Schmidt   | 18.02.1972 | Alemanha       |                |
| Ronny Scholz      | 24.04.1978 | Alemanha       |                |
| Marco Serpellini  | 14.08.1972 | Itália         |                |
| Marcel Strauss    | 15.08.1976 | Suíça          |                |
| Georg Totschnig   | 25.05.1971 | Áustria        |                |
| Fabian Wegmann    | 20.06.1980 | Alemanha       |                |
| Peter Wrolich     | 30.05.1974 | Áustria        |                |
| Beat Zberg        | 10.05.1971 | Suíça          |                |
| Marcus Zberg      | 27.06.1974 | Suíça          |                |
| Thomas Ziegler    | 24.11.1980 | Alemanha       |                |

## 2006

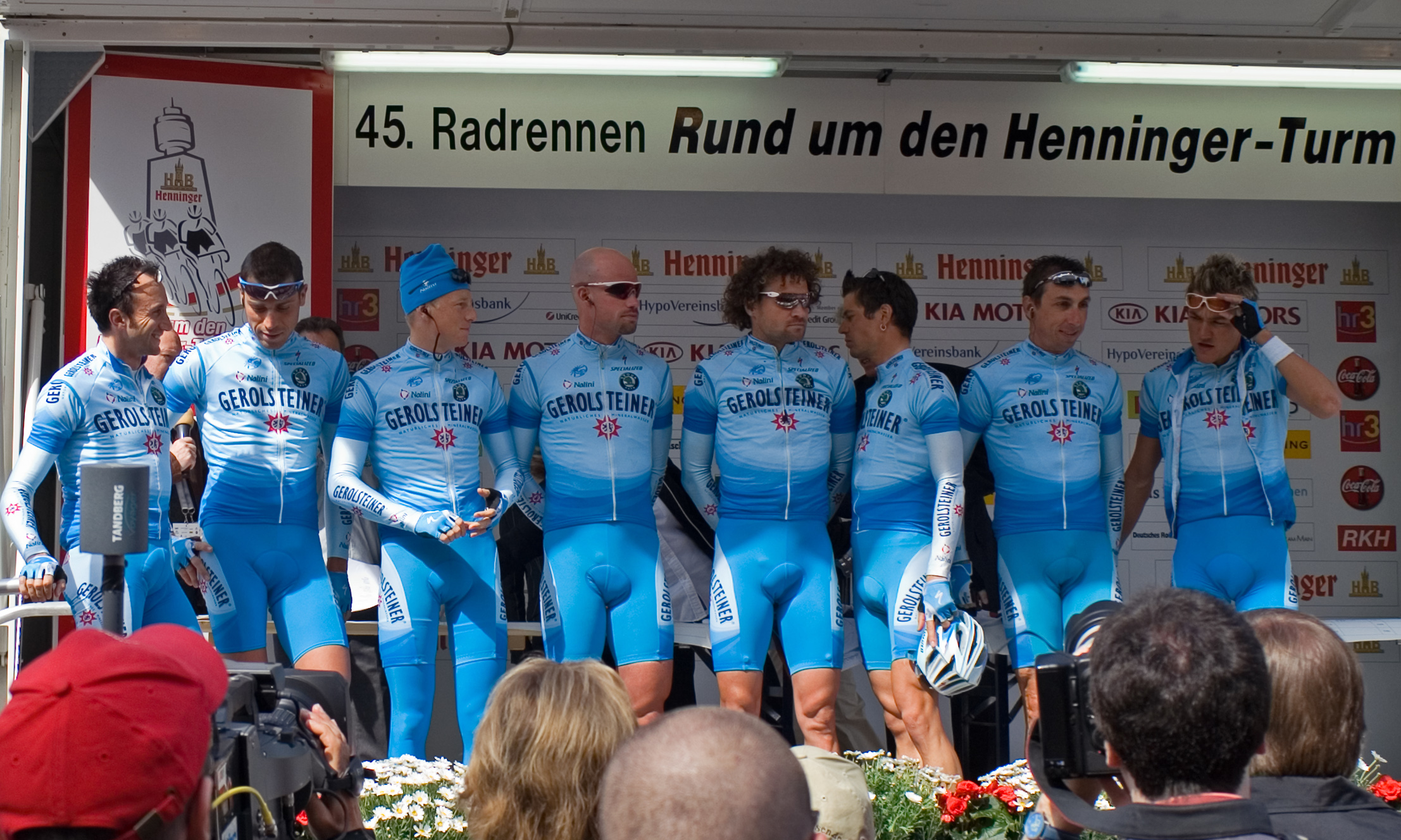
Parte da equipa Gerolsteiner durante o Henninger Turm em 2006

| Nome              | Nascimento | Nacionalidade  | Equipa de 2005 |
| Robert Förster    | 27.01.1978 | Alemanha       |                |
| Markus Fothen     | 09.09.1981 | Alemanha       | Team Sparkasse |
| Thomas Fothen     | 06.04.1983 | Alemanha       |                |
| René Haselbacher  | 15.09.1977 | Áustria        |                |
| Heinrich Haussler | 25.02.1984 | Alemanha       |                |
| Torsten Hiekmann  | 17.03.1980 | Alemanha       | T-Mobile Team  |
| Frank Høj         | 04.01.1973 | Dinamarca      |                |
| David Kopp        | 05.01.1979 | Alemanha       | Team Wiesenhof |
| Sven Krauss       | 06.01.1983 | Alemanha       |                |
| Sebastian Lang    | 15.09.1979 | Alemanha       |                |
| Levi Leipheimer   | 24.10.1973 | Estados Unidos |                |
| Andrea Moletta    | 23.02.1979 | Itália         |                |
| Sven Montgomery   | 10.05.1976 | Suíça          |                |
| Volker Ordowski   | 09.11.1973 | Alemanha       |                |
| Davide Rebellin   | 09.08.1971 | Itália         |                |
| Michael Rich      | 23.09.1969 | Alemanha       |                |
| Matthias Russ     | 14.11.1983 | Alemanha       |                |
| Ronny Scholz      | 24.04.1978 | Alemanha       |                |
| Stefan Schumacher | 21.07.1981 | Alemanha       | Shimano        |
| Marcel Strauss    | 15.08.1976 | Suíça          |                |
| Georg Totschnig   | 25.05.1971 | Áustria        |                |
| Fabian Wegmann    | 20.06.1980 | Alemanha       |                |
| Peter Wrolich     | 30.05.1974 | Áustria        |                |
| Beat Zberg        | 10.05.1971 | Suíça          |                |
| Markus Zberg      | 27.06.1974 | Suíça          |                |

## 2007
| Nome                | Nascimento | Nacionalidade | Equipa de 2006              |
| Robert Förster      | 27.01.1978 | Alemanha      | Gerolsteiner                |
| Markus Fothen       | 09.09.1981 | Alemanha      | Gerolsteiner                |
| Thomas Fothen       | 06.04.1983 | Alemanha      | Gerolsteiner                |
| Johannes Fröhlinger | 09.06.1985 | Alemanha      | (estreia como profissional) |
| Oscar Gatto         | 01.01.1985 | Itália        | (estreia como profissional) |
| Heinrich Haussler   | 25.02.1984 | Alemanha      | Gerolsteiner                |
| Torsten Hiekmann    | 17.03.1980 | Alemanha      | Gerolsteiner                |
| Tim Klinger         | 22.09.1984 | Alemanha      | Team Wiesenhof              |
| Bernhard Kohl       | 04.01.1982 | Áustria       | T-Mobile                    |
| David Kopp          | 05.01.1979 | Alemanha      | Gerolsteiner                |
| Sven Krauss         | 06.01.1983 | Alemanha      | Gerolsteiner                |
| Sebastian Lang      | 15.09.1979 | Alemanha      | Gerolsteiner                |
| Andrea Moletta      | 23.02.1979 | Itália        | Gerolsteiner                |
| Volker Ordowski     | 09.11.1973 | Alemanha      | Gerolsteiner                |
| Davide Rebellin     | 09.08.1971 | Itália        | Gerolsteiner                |
| Matthias Russ       | 14.11.1983 | Alemanha      | Gerolsteiner                |
| Ronny Scholz        | 24.04.1978 | Alemanha      | Gerolsteiner                |
| Stefan Schumacher   | 21.07.1981 | Alemanha      | Gerolsteiner                |
| Tom Stamsnijder     | 15.05.1985 | Países Baixos | (estreia como profissional) |
| Marcel Strauss      | 15.08.1976 | Suíça         | Gerolsteiner                |
| Fabian Wegmann      | 20.06.1980 | Alemanha      | Gerolsteiner                |
| Carlo Westphal      | 25.11.1985 | Alemanha      | Team Wiesenhof              |
| Peter Wrolich       | 30.05.1974 | Áustria       | Gerolsteiner                |
| Oliver Zaugg        | 09.05.1981 | Suíça         | Saunier Duval-Prodir        |
| Beat Zberg          | 10.05.1971 | Suíça         | Gerolsteiner                |
| Marcus Zberg        | 27.06.1974 | Suíça         | Gerolsteiner                |

## 2008
| Nome                | Nascimento | Nacionalidade | Equipa de 2007              |
| Francesco De Bonis  | 14.04.1982 | Itália        | (estreia como profissional) |
| Robert Förster      | 27.01.1978 | Alemanha      | Gerolsteiner                |
| Markus Fothen       | 09.09.1981 | Alemanha      | Gerolsteiner                |
| Thomas Fothen       | 06.04.1983 | Alemanha      | Gerolsteiner                |
| Mathias Frank       | 09.12.1986 | Suíça         | (estreia como profissional) |
| Johannes Fröhlinger | 09.06.1985 | Alemanha      | Gerolsteiner                |
| Oscar Gatto         | 01.01.1985 | Itália        | Gerolsteiner                |
| Heinrich Haussler   | 25.02.1984 | Alemanha      | Gerolsteiner                |
| Tim Klinger         | 22.09.1984 | Alemanha      | Gerolsteiner                |
| Bernhard Kohl       | 04.01.1982 | Áustria       | Gerolsteiner                |
| Sven Krauss         | 06.01.1983 | Alemanha      | Gerolsteiner                |
| Sebastian Lang      | 15.09.1979 | Alemanha      | Gerolsteiner                |
| Andrea Moletta      | 23.02.1979 | Itália        | Gerolsteiner                |
| Volker Ordowski     | 09.11.1973 | Alemanha      | Gerolsteiner                |
| Davide Rebellin     | 09.08.1971 | Itália        | Gerolsteiner                |
| Matthias Russ       | 14.11.1983 | Alemanha      | Gerolsteiner                |
| Ronny Scholz        | 24.04.1978 | Alemanha      | Gerolsteiner                |
| Stephan Schreck     | 15.07.1978 | Alemanha      | T-Mobile                    |
| Stefan Schumacher   | 21.07.1981 | Alemanha      | Gerolsteiner                |
| Tom Stamsnijder     | 15.05.1985 | Países Baixos | Gerolsteiner                |
| Fabian Wegmann      | 20.06.1980 | Alemanha      | Gerolsteiner                |
| Carlo Westphal      | 25.11.1985 | Alemanha      | Gerolsteiner                |
| Peter Wrolich       | 30.05.1974 | Áustria       | Gerolsteiner                |
| Oliver Zaugg        | 09.05.1981 | Suíça         | Gerolsteiner                |
| Markus Zberg        | 27.06.1974 | Suíça         | Gerolsteiner                |